# 同泽俱乐部
同泽俱乐部是由张学良于1929年出资修建的东北军军政要员的社交、娱乐场所，其旧址位于辽宁省沈阳市和平区七纬路14号。目前，该建筑是沈阳市文物保护单位。

## 历史沿革
1929年，张学良在沈阳西华门出资修建同泽俱乐部。同泽二字取自诗经《秦风·无衣》：“岂曰无衣，与子同袍，岂曰无衣，与子同泽”，意在培养桑梓子弟爱国爱家、积极向上的情怀。同泽俱乐部修建后，主要用于东北军要员的餐饮娱乐，并不对外开放。同泽俱乐部的首任主管为张学良的同乡亦是中国人民解放军开国上将的吕正操。九一八事变后，同泽俱乐部改为沈阳电影院，中国第一部有声电影《歌女红牡丹》在此首映。辽沈战役结束后，同泽俱乐部由东北总工会接管。1950年，政府投资对同泽俱乐部进行大规模维修改造并更名为劳动宫。同泽俱乐部在之后几年经历了多次更名，最终恢复为同泽俱乐部。

## 建筑特点
同泽俱乐部始建于1929年，完工于1930年。俱乐部大楼由土屋胜经设计，为钢筋混凝土结构地上二层、地下一层，占地面积为4000平方米，建筑面积为3796平方米。大楼模仿英国16世纪都铎王朝时期的建筑风格，左右对称，纵向段式分明。